# III. Ariobarzanész kappadókiai király
III. Ariobarzanész Euszebész Philoromanosz (ógörögül: Ἀριοϐαρζάνης Εὐσεϐής Φιλορώμαιος 	), (? – Kr. e. 42) kappadókiai király Kr. e. 51-től haláláig.
II. Ariobarzanész fia és utóda. Trónralépése idején Cicero volt a ciliciai proconsul, és támogatta Ariobarzanészt, illetve megmenetette egy összeesküvéstől. Maga Ariobarzanész Pompeius oldalán állt Caesarral szemben, aki ennek ellenére kegyelmesen bánt a kappadókiai királlyal. Ariobarzanészt Caius Cassius ölette meg Kr. e. 42-ben, mert Ariobarzanész vonakodott támogatni őt. Életéről Cicero és Caesar mellett Cassius Dio is beszámol (47, 33). A trónon fivére, X. Ariarathész követte.